# Jovanka Radičević
Jovanka Radičević (n. 23 octombrie 1986, Podgorica, RSF Iugoslavia) este o handbalistă care joacă pentru echipa națională a Muntenegrului. Alături de aceasta, Radičević a obținut medalia de argint la Olimpiada de vară din 2012, de la Londra, și medalia de aur la Campionatul European din 2012, desfășurat în Serbia.
Pe data de 17 februarie 2018, handbalista a semnat un contract pentru doi ani cu clubul românesc CSM București, pentru care evolueză începând din vara anului 2018.
Ea a marcat peste 1000 de goluri în Liga Campionilor.

## Palmares
Echipa națională
- Olimpiadă:
  -  Medalie de argint: 2012

- Campionatul European:
  -  Medalie de aur: 2012
  -  Medalie de bronz: 2022

Club
- Supercupa României:
  - Finalistă: 2018

- Liga Feminină de Handbal a Macedoniei:
  - Câștigătoare: 2014, 2015, 2016, 2017, 2018

- Cupa Macedoniei
  -  Câștigătoare: 2014, 2015, 2016, 2017, 2018

- Nemzeti Bajnokság I:
  - Câștigătoare: 2012, 2013

- Cupa Ungariei:
  -  Câștigătoare: 2012, 2013

- Campionatul Muntenegrean:
  - Câștigătoare: 2005, 2006, 2007, 2008, 2009, 2010, 2011

- Cupa Muntenegreană:
  -  Câștigătoare: 2005, 2006, 2007, 2008, 2009, 2010, 2011

- Liga Campionilor EHF:
  -  Câștigătoare: 2013
  - Medalie de argint: 2012, 2017, 2018
  - Semifinalistă: 2011, 2014, 2015, 2016

- Cupa Cupelor EHF:
  -  Câștigătoare: 2006, 2010

## Premii
- Extrema dreaptă a All-Star Team la Campionatul European: 2012[6]
- Extrema dreaptă a All-Star Team în Liga Campionilor EHF: 2014, 2016
- Extrema dreaptă a All-Star Team la Campionatul Mondial: 2015, 2019[7]